# بخش توریزسکی
بخش توریزسکی (به لاتین: Tevrizsky District) یک منطقهٔ مسکونی در روسیه است که در استان اومسک واقع شده‌است.